# Uki (Japonia)
Uki (jap. 宇城市 Uki-shi) – miasto w Japonii, w prefekturze Kumamoto, na wyspie Kiusiu. W 2015 roku liczyło 59 756 mieszkańców.